# Athroolopha latimargo
Athroolopha latimargo là một loài bướm đêm trong họ Geometridae.